# Goli Rid
Goli Rid (en serbe cyrillique : Голи Рид) est un village de Serbie situé dans la municipalité de Lebane, district de Jablanica. Au recensement de 2011, il comptait 41 habitants.

## Démographie
| 1948 | 1953 | 1961 | 1971 | 1981 | 1991 | 2002 | 2011 |
| ---- | ---- | ---- | ---- | ---- | ---- | ---- | ---- |
| 158  | 162  | 134  | 151  | 136  | 80   | 57   | 41   |

|  |